# L'Infiltré (roman)
Pour les articles homonymes, voir L'Infiltré.
L'Infiltré (The Associate) est un roman policier de l'écrivain américain John Grisham, publié en 2009. Comme La Firme, paru en 1991, ce thriller a pour thématique le milieu judiciaire.

## Résumé
Kyle McAvoy est un brillant étudiant en droit dans la prestigieuse université Yale. Ce fils d'avocat, semble ainsi être promis à un avenir radieux. 
Jusqu'au jour où d'étranges personnes, disant être en possession d'une vidéo compromettante, viennent le voir. Voilà que resurgit une affaire, vieille de cinq ans, lorsque jeune étudiant, il avait été impliqué dans une affaire de viol collectif. Bien qu'il n'ait rien fait de mal ce soir-là, la vidéo, de par ses nombreuses zones d'ombre, pourrait s'avérer désastreuse pour la suite de sa carrière. 
S'il ne veut pas que la vidéo soit divulguée, Kyle n'a pas le choix : il doit céder au chantage de ces hommes. Sa mission consiste à infiltrer le plus gros cabinet judiciaire de New York pour soutirer des informations très sensibles. Kyle est maintenant devenu un espion...

## Livre audio en français
- John Grisham (trad. Johan-Frédérik Hel-Guedj), L'Infiltré, La Roque-sur-Pernes, Éditions VDB, coll. « Thriller », 1er octobre 2009 (ISBN 978-2-84694-797-8)Narrateur : Bernard Ferreira ; support : 2 disques compacts audio MP3 ; durée : 13 h 41 min environ ; référence éditeur : non connue.